# Claudio Sinatti
Claudio Sinatti (Milano, 26 maggio 1972 – Milano, 5 aprile 2014) è stato un artista, fotografo, regista e writer italiano.

## Biografia
Pioniere del videomapping, regista, fotografo e disegnatore iniziò la sua carriera come writer, col nome di Kado. A fine anni 90 fonda il collettivo Sun Wu-Kung, tra i primi gruppi a livello europeo a lavorare professionalmente sul live-video e VJing, punto di riferimento di un’intera generazione di video artisti. Realizzò come regista numerosi video musicali di artisti come Casino Royale, Eiffel 65, Sarah Jane Morris, 99 Posse, Neffa, Carmen Consoli, Articolo 31, Alex Britti, Alexia, Africa Unite, show multimediali per i tour di Ludovico Einaudi, Franco Battiato, Zucchero, Renato Zero, Negramaro e Ligabue, e video installazioni per la mostra dedicata a Luciano Pavarotti.
Nel 2005 è attivo nella community Vjcentral.it, insieme a gruppi italiani di Vjing e artisti come Zava, vj Blanche, vj Besegher, Kinotek,  e nel 2006 co-fonda Vldb, un database online di performance di Vjs italiani.
Videoartista visionario e sperimentatore, si dedicò alla realizzazione di sistemi video spaziali e visualizzazione del suono; aveva creato e scritto un software generativo capace di creare immagini in relazione ai suoni. Collaborò con compagnie teatrali d’avanguardia come i Motus e Kinkaleri, con musicisti del calibro di Jeff Mills e Teho Teardo, o festival come il Sonar, Netmage e Uovo.
Scomparso prematuramente nel 2014 a causa di una leucemia acuta, aveva  quattro figli, Easy Daniel 1999, Royal 2003, Milo 2006 e Stella Blu 2013. 
Nel 2016 il Museo del Novecento di Milano ospitò Slitscape, una mostra fotografica con lavori realizzati da Sinatti tra il 2012 e il 2013.

## Videoclip
- 99 Posse - L'anguilla (2000)
- Alex Britti - Oggi sono io (1999)
- Alexia - Ti amo ti amo (2000)
- Carmen Consoli - Bésame Giuda[11] (1998), Mediamente isterica[11] (1998)
- Casino Royale - Cose difficili[11] (1996), CRX (1997)
- Chief & Soci - Mazz' e Panell' (feat. La Famiglia) (1997)
- Eiffel 65 - Too Much of Heaven (2000)
- Gemelli DiVersi - Sarà il cemento (1999), Musica (2000), Chi sei adesso (2000)
- Jestofunk - Special Love (feat. Jocelyn Brown) (1998)
- La Famiglia - Prrr… (1999)
- Madreblu - Non mi basta (1999)
- Montefiori Cocktail - Crazy Beat (1997)
- Neffa feat. Al Castellana - Vento freddo (1998), Non tradire mai (1998)
- Painé - Simplemente asì (1999)
- Ritmo Tribale - 2000 (1999)
- Sarah Jane Morris - Ever Gonna Make It (1998)
- The Styles - Real Gold (2007)